# Fuerzas Armadas francesas
Las Fuerzas Armadas francesas (en francés: Forces armées françaises) comprenden el Ejército de Tierra, la Marina Nacional, el Ejército del Aire y del Espacio y la Gendarmería Nacional de Francia. El presidente de la República es el comandante en jefe de todos los Ejércitos, con el título de «chef des armées», es también la autoridad suprema en asuntos militares y el único oficial que puede ordenar a la «Force de frappe» un ataque nuclear. Las Fuerzas Armadas francesas tienen, como algunos de sus principales objetivos, la defensa del territorio nacional, la protección de los intereses franceses en el extranjero, y el mantenimiento de la estabilidad mundial.
Con una fuerza personal de 779.450 personas en 2006 (259.050 fuerza regular, 419.000 de reserva regular, y 101.400 de fuerzas de Gendarmería), las fuerzas armadas francesas constituyen el ejército más grande de la Unión Europea y el décimo tercero mayor de todo el mundo por número de tropas. Las Fuerzas Armadas de Francia tienen además el quinto gasto militar más elevado del mundo, así como la tercera fuerza nuclear militar más grande del mundo, solo por detrás de Estados Unidos y Rusia.

## Principios
La doctrina militar francesa se basa en los conceptos de la independencia nacional, la autosuficiencia militar y la disuasión nuclear. Francia es miembro fundador de la OTAN, y ha trabajado activamente con sus aliados para adaptar la organización a la posguerra fría. En diciembre de 1995, Francia anunció que aumentaría su participación en el ala militar de la OTAN, incluido el Comité Militar (del cual se retiró en 1966), aunque seguía participando plenamente en los consejos políticos de la Organización). Francia sigue siendo un firme partidario de la Organización para la Seguridad y la Cooperación en Europa y otros esfuerzos de cooperación. París fue sede de la cumbre OTAN-Rusia en mayo de 1997, en la cual se produjo la firma del Acta fundacional sobre relaciones mutuas, cooperación y seguridad.
Fuera de la OTAN, Francia ha participado activamente y en gran medida tanto en coaliciones y misiones de mantenimiento de la paz unilateral en África, Oriente Medio y los Balcanes, con frecuencia teniendo un papel preponderante en estas operaciones. Francia ha emprendido una reestructuración importante para desarrollar un ejército profesional que será más pequeño, de más rápido despliegue, y mejor adaptado para las operaciones fuera de la Francia continental. Los elementos clave de la reestructuración incluyen: reducción de personal, bases y cuarteles, y la racionalización de equipos e industria armamentísticos.

## Últimas misiones y guerras
Junto con los Estados Unidos y otros países, Francia aporta tropas a la fuerza de las Naciones Unidas estacionadas en Haití tras la Intervención militar de Haití en 2004. Francia ha enviado tropas, especialmente fuerzas especiales, a Afganistán como aliado de los Estados Unidos y las fuerzas de la OTAN para luchar contra los restos de los talibanes y Al Qaeda. Por la Operación Licorne, una fuerza de unos miles de soldados franceses se encuentra estacionada en Costa de Marfil, antigua colonia francesa, en una misión de mantenimiento de la paz de la ONU. Estas tropas fueron enviadas inicialmente en los términos de un pacto de protección mutua entre Francia y Costa de Marfil, pero la misión ha evolucionado desde entonces a una operación de mantenimiento de la paz de las Naciones Unidas en curso.
Las Fuerzas Armadas francesas también han desempeñado un papel destacado en UNIFIL, la misión de mantenimiento de la paz de las Naciones Unidas en curso a lo largo de la frontera líbano-israelí como parte del acuerdo de alto el fuego que llevó la Guerra del Líbano de 2006 a su fin. En la actualidad, Francia tiene 2.000 miembros del Ejército desplegados a lo largo de la frontera, incluyendo infantería, vehículos blindados, artillería y defensa aérea. También mantiene personal naval y aéreo desplegado en alta mar.
En 2011 participó de la operación Protector Unificado en la Guerra de Libia de 2011 contra el régimen de Muamar Gadafi desplegando sus buques y bombarderos en una zona de exclusión aérea.
En la zona del Sahel Francia ha desplegado una misión supuestamente antiterrorista, primero con el objeto de acabar con el régimen tuareg a petición del gobierno de Malí llevó a cabo la operación Serval de 2013 a 2014 y posteriormente para eliminar todo el terrorismo de la zona del Sahel lleva a cabo actualmente la operación Barkhane desde 2014.
Por último su intervención militar en la República Centro africana con la operación Sangaris dentro del marco de la guerra civil en la República Centroafricana.
Además de las guerras que mantiene en África, también mantiene una guerra contra el Estado Islámico en Siria e Irak y Libia, zonas dominadas por el mismo Estado Islámico. Durante su estancia en la República Centroafricana se ha denunciado lanzando acusaciones por parte de 100 mujeres y niñas de haber sido violadas por los cascos azules.

## Organización
Las fuerzas armadas francesas están divididas en cuatro ramas:

### Ejército de Tierra

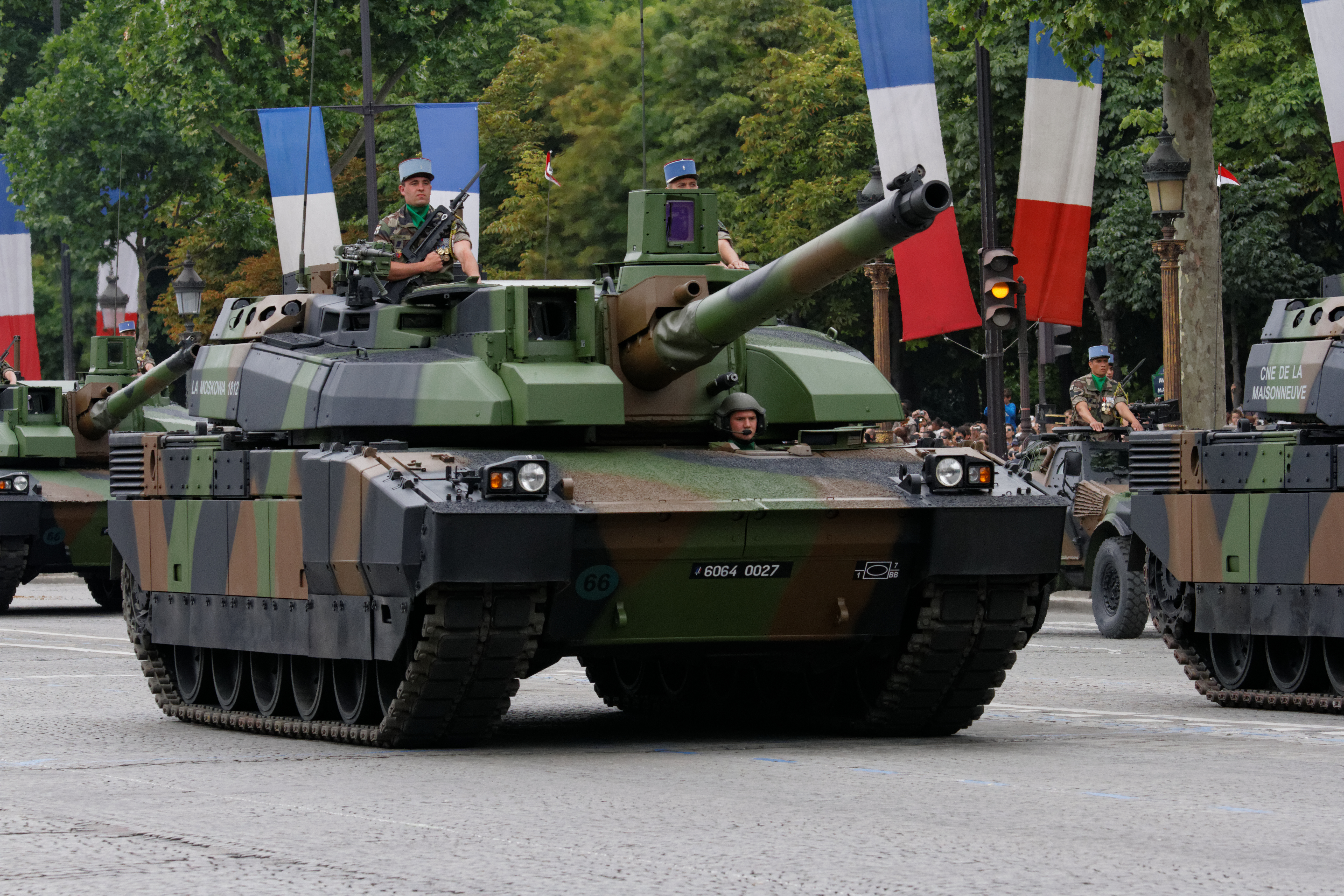
Un AMX-56 Leclerc del Ejército de Tierra.

Incluyendo:
- Infantería
- Cazadores alpinos
- Caballería blindada
- Artillería
- Legión Extranjera Francesa
- Tropas de marina (Marines)
- Tropas de aviación ligera
- Ingenieros
- Señales y transmisiones
- Transporte y logística
- Suministros

### Marina Nacional

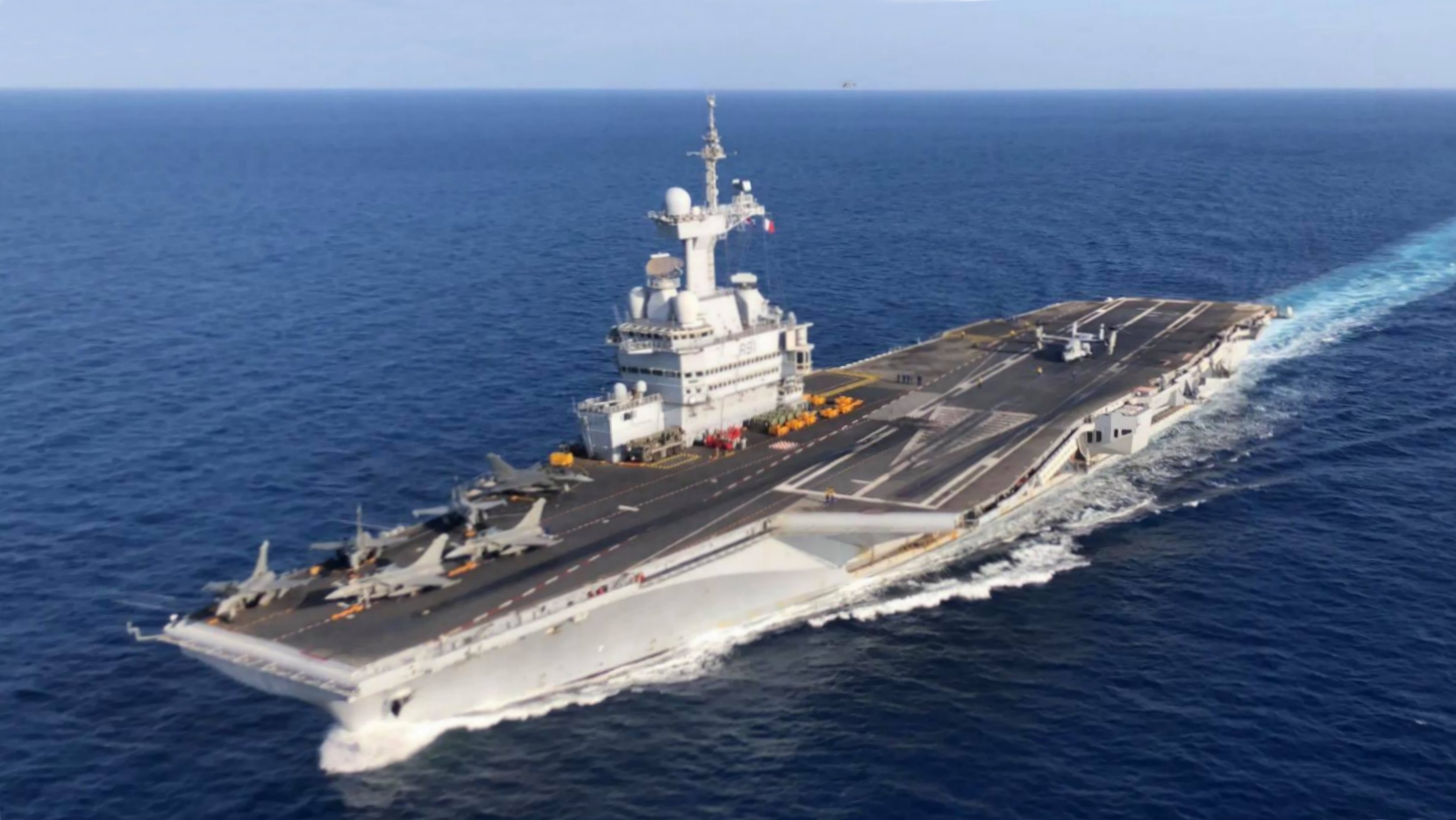
El portaaviones nuclear Charles de Gaulle (R 91), buque insignia de la Marina Nacional.

Incluyendo:
- Aviation navale
- Infantería naval

### Ejército del Aire y del Espacio

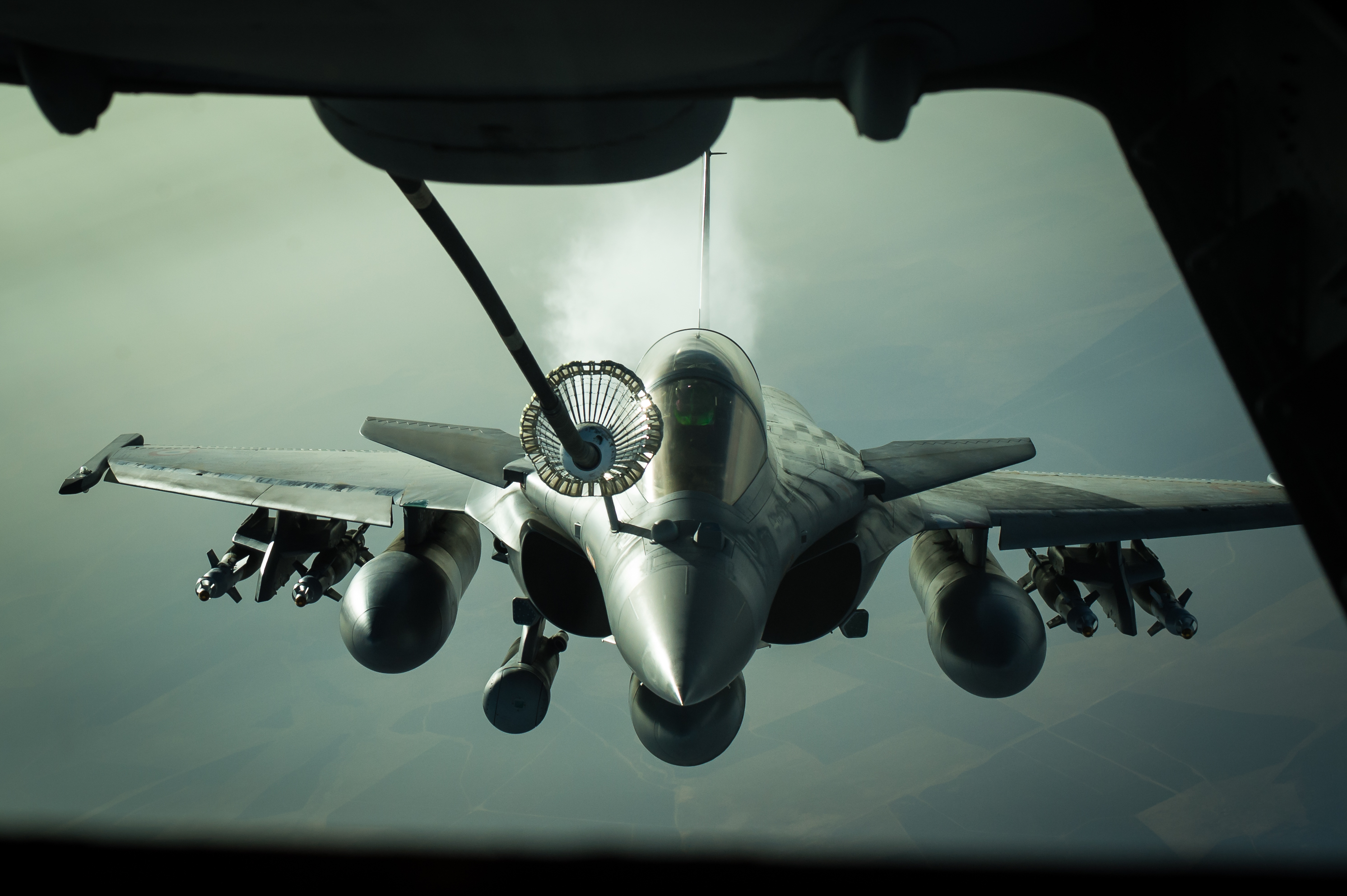
Un Rafale del Ejército del Aire y del Espacio.

Incluyendo:
- Defensa aérea territorial
- Infantería aérea

### Gendarmería Nacional
Fuerza de policía militar que actúa como policía convencional como el: GIGN y GIGPN. Actúan especialmente en zonas rurales. Desde 2009, esta rama está siendo transferida del Ministerio de Defensa para incorporarse plenamente en el Ministerio del Interior.